# Кодекс війни
Кодекс війни — тривимірна стратегічна гра піджанру ворґейм, розроблена компанією 1C: Ino-Co і видана фірмою 1С 31 серпня 2007 року. На заході видавцем гри стала компанія Atari. Гра вийшла під назвою «Fantasy Wars» («Фентезійні війни»).

## Сюжет
Дія гри розгортається в фентезійному світі Ілліс, населеному різноманітними і не завжди налаштованими дружелюбно один до одного расами. Між расами Орків та Людей постійно не вщухають конфлікти, однак навіть ці між-расові війни меркнуть у світлі загрози, яку несе всьому світу Ілліс поява в ньому темного Демона Фарраха. І тільки об'єднавшись жителям Ілліс вдасться протистояти ворогові.
Гра являє собою три сюжетно пов'язані кампанії.
- Кампанія «Повелитель Орди»

У цій кампанії гравець керує орчими військами. Кампанія містить 10 місій, пройшовши які вождь орків Угрюм повинен згуртувати Орду та зібрати війська щоб отримати перемогу над військами людей.
- Кампанія «Повернення короля»

У цій кампанії гравець у протиборстві з орками виступає на стороні людей. Під проводом героя Дерріка Пфайль, спочатку простого капітана найманців, протягом 10 місій військам людей слід об'єднати свої зусилля, і нанести біля стін фортеці Сіленто нищівної поразки розколотій Орді.
- Кампанія «Забутий союз»

Кампанія складається з 8 місій, сюжетно з двох частин. Перші чотири місії описують події, що відбуваються в перших двох кампаніях, в них гравець виступає за об'єднані сили гномів і ельфів. Решта чотири місії присвячені об'єднанню всіх народів Ілліс для порятунку світу від темних сил.

### Персонажі
- Деррік Пфайль
- Альфред Бреннок
- Тейя
- Дварнрок
- Угрюм хвать Нога
- Бесаргар
- Ашхун
- Кусай-Зуб

## Саундтрек
Музичне оформлення гри і офіційного доповнення «Вища раса» було підготовлено студією TriHorn Productions, відомої з участі в таких проектах як King's Bounty: The Legend (Katauri/1C), Death Track: Відродження (Skyfallen Entertainment/1С), Не час для Драконів (Arise/KranX/1C) тощо, а також студією MuzaGames, відомій в першу чергу по музичному супроводу гри Братва і кільце (Gaijin/Божа іскра/1С).
У загальній складності для гри і доповнення було створено 40 треків. У липні 2008 року на офіційному сайті гри весь саундтрек був опублікований у вільному доступі.

## Рецензії та оцінки
Гра отримала досить високу оцінку провідних російських і зарубіжних ігрових оглядачів. Середня оцінка, виставлена «Кодексу війни» російськими ігровими журналами — 8 з 10.
Оцінка зарубіжних ігрових ресурсів була трохи нижче: 70/100.

## Додатки
Крім оригінальної гри вийшли наступні доповнення:
- 2007 — Кодекс війни: Вища раса (самостійне доповнення, що не вимагає встановленого оригіналу)
- 2008 — Кодекс війни: Рейнджери
- 2008 — Кодекс війни: Облога
- 2009 — Кодекс війни: Магія

(Останні три встановлюються поверх оригіналу, або на «Вищу Расу»)